# Episodi di Castlevania (seconda stagione)
La seconda stagione della serie animata Castlevania è stata interamente pubblicata a livello internazionale il 26 ottobre 2018 su Netflix.
| nº (assoluto) | nº (stagione) | Titolo originale | Titolo italiano          | Pubblicazione   |
| ------------- | ------------- | ---------------- | ------------------------ | --------------- |
| 5             | 1             | War Council      | Consiglio di guerra      | 26 ottobre 2018 |
| 6             | 2             | Old Homes        | Vecchie case             | 26 ottobre 2018 |
| 7             | 3             | Shadow Battles   | Le battaglie delle ombre | 26 ottobre 2018 |
| 8             | 4             | Broken Mast      | L'albero spezzato        | 26 ottobre 2018 |
| 9             | 5             | Last Spell       | L'ultimo incantesimo     | 26 ottobre 2018 |
| 10            | 6             | The River        | Il fiume                 | 26 ottobre 2018 |
| 11            | 7             | For Love         | Per amore                | 26 ottobre 2018 |
| 12            | 8             | End Times        | La fine dei tempi        | 26 ottobre 2018 |

## Consiglio di guerra
- Titolo originale: War Council
- Diretto da: Sam Deats
- Scritto da: Warren Ellis

### Trama
Un flashback mostra la casa di Lisa a Lupu mentre viene perquisita dal Vescovo e dai suoi uomini mentre Dracula è via, con il risultato che il suo arresto viene processato prima di un'inquisizione. Nel presente, Dracula riunisce il suo consiglio di guerra, composto da signori vampiri provenienti da tutto il mondo, e mette i negromanti umani Hector e Issac responsabili della guerra contro l'umanità.  Il vampiro norvegese Godbrand obietta, credendo che dovrebbero fare affidamento sui vampiri invece che sugli umani per la leadership, ma Dracula crede che l'odio di Hector e Isaac nei confronti della loro stessa specie li renda più affidabili. Mentre Gresit ricostruisce dopo la battaglia, Sypha e Trevor salutano gli altri Oratori mentre Alucard fa i conti con la decisione di uccidere suo padre. Al castello, Godbrand si lamenta con Hector che la loro guerra è combattuta senza alcuna strategia ma con una distruzione sfrenata. Hector implica che Dracula vuole tutti gli umani morti, indipendentemente dai metodi usati, con grande delusione di Godbrand.  Dracula teletrasporta il castello in una posizione diversa.

## Vecchie case
- Titolo originale: Old Homes
- Diretto da: Spencer Wan
- Scritto da: Warren Ellis

### Trama
Trevor e Sypha si riuniscono con Alucard e chiedono come individuare il castello di Dracula quando può spostarsi da un luogo all'altro. Trevor consiglia di rivisitare la sua vecchia tenuta di famiglia, poiché la stiva sotto le rovine contiene informazioni sul castello e strumenti per la caccia ai mostri.  L'amante vampira Carmilla arriva al castello e provoca ulteriore discordia tra il consiglio criticando l'approccio di Dracula e chiedendo perché non ha trasformato Lisa in un vampiro. Durante il viaggio verso la tenuta di Belmont, il gruppo di Trevor viene attaccato dalle forze di Dracula; il gruppo uccide tutti gli assalitori, salvo un demone ferito che scappa. Al castello, Isaac ricorda il suo passato, avendo ucciso il suo precedente padrone violento in un momento che ha plasmato i suoi ideali. Godbrand porta Isaac il demone ferito, ora morto, per estrarne informazioni con la sua negromanzia. In un'altra assemblea, i generali discutono se continuare il loro attacco su Argeș o spostare l'assedio verso Brăila su suggerimento di Carmilla. Isaac informa tutti delle sue scoperte, credendo che Alucard stia lavorando con un Belmont. Carmilla esorta Dracula a tenere d'occhio la tenuta di Belmont, credendo che possa contenere qualcosa che potrebbe distruggerli.

## Le battaglie delle ombre
- Titolo originale: Shadow Battles
- Diretto da: Adam Deats
- Scritto da: Warren Ellis

### Trama
Carmilla cerca di convincere Hector a creare creature da inviare a casa Belmont incoraggiando Dracula a selezionare Brăila come prossimo obiettivo. Hector ricorda come Dracula lo abbia trovato nell'est di Rodi e lo abbia reclutato per formare un esercito, sebbene Hector abbia chiesto un abbattimento di umani piuttosto che un crudele genocidio. Trevor, Sypha e Alucard raggiungono le rovine della tenuta di Belmont e aprono una porta sigillata che conduce a un'enorme biblioteca sotterranea. Sypha inizia la ricerca e Trevor individua diverse armi per la caccia ai mostri, tra cui la frusta Morning Star, mentre Alucard è a disagio per i vari resti di vampiri conservati lì. Godbrand esprime insoddisfazione per il piano di Dracula, credendo che i vampiri rimarranno affamati senza sangue umano da consumare, ma Dracula lo rimprovera. Carmilla dice a Godbrand che Dracula deve portare il castello a Brăila, rivelando come ha ucciso il vampiro che l'ha generata dopo che è diventato vecchio e pazzo, ritenendo che Dracula sia diventato lo stesso.

## L'albero spezzato
- Titolo originale: Broken Mast
- Diretto da: Sam Deats
- Scritto da: Warren Ellis

### Trama
Godbrand arriva ad essere d'accordo con Carmilla che Dracula non è adatto a guidare e che bisogna fare qualcosa per cambiare i suoi piani. Alla biblioteca di Belmont, Trevor scopre uno specchio magico che permette loro di vedere cose lontane, e si lega a Sypha. Carmilla continua a cercare di reclutare Hector, con l'intenzione di spodestare Dracula se il castello viene spostato a Brăila. In un flashback, Isaac ricorda come Dracula gli abbia salvato la vita e lo abbia reclutato per creare il suo esercito. Godbrand e gli altri generali vampiri si stancano di vivere senza sangue umano e partono su cavalli demoniaci verso un villaggio vicino, massacrando la gente. Dracula parla con Isaac della sala della guerra che si è rivolta contro di lui e confessa di aver mentito a Hector sulla sua intenzione di risparmiare alcuni umani. Godbrand si avvicina privatamente a Isaac e suggerisce che dovrebbero continuare la guerra senza Dracula. Isaac uccide Godbrand per le sue intenzioni di tradimento.

## L'ultimo incantesimo
- Titolo originale: Last Spell
- Diretto da: Sam Deats
- Scritto da: Warren Ellis

### Trama
Isaac libera le ceneri di Godbrand dal tetto del castello mentre Carmilla ordina alle sue truppe di riunirsi a Brăila. Hector convince Isaac ad accettare l'attacco a Brăila. Hector condivide questo con Carmilla e la informa che le sue creature notturne hanno quasi raggiunto la tenuta di Belmont. Isaac discute la richiesta di Ettore con Dracula, ma afferma che non c'è nessun tradimento di cui preoccuparsi. Dracula ricorda un tempo in cui assaporava l'uccisione degli umani, ma ammette di essere stanco e di preoccuparsi solo dei risultati invece che dei dettagli. Carmilla ed Hector si avvicinano a Dracula e lui approva l'attacco a Brăila. Successivamente, Carmilla si rivolge a Hector, spiegando che ora è implicato nel suo imminente tradimento nei confronti di Dracula e non può tornare indietro sul suo piano ora. Alla biblioteca di Belmont, Sypha scopre un incantesimo di bloccaggio incompleto che potrebbe essere utilizzato per intrappolare il castello in un unico posto. La biblioteca inizia a tremare quando le creature notturne di Hector arrivano e tentano di irrompere.

## Il fiume
- Titolo originale: The River
- Diretto da: Spencer Wan
- Scritto da: Warren Ellis

### Trama
Trevor combatte i demoni mentre Alucard usa lo specchio della distanza per localizzare il castello di Dracula in modo che Sypha possa tentare di completare l'incantesimo di blocco. Dracula sposta il castello a Brăila e la maggior parte dei generali vampiri guidano le truppe attraverso il ponte per attaccare la città. Per volere di Carmilla, Hector rianima il vescovo e gli fa benedire il fiume. Le truppe di Carmilla si rivelano e fanno crollare il ponte, lasciando cadere molti dei soldati di Dracula che verranno distrutti dall'acqua ormai santa. Le forze rimanenti di Dracula si ritirano nel castello mentre i soldati di Carmilla attraversano il fiume su ponti improvvisati. I due eserciti iniziano a darsi battaglia nella sala principale del castello, mentre Carmilla ed Hector si spostano altrove. Sypha termina l'incantesimo proprio mentre Trevor sconfigge l'ultimo dei demoni, la sua lotta contro i meccanismi del castello causa il teletrasporto del castello all'interno di Brăila, atterrando nel fiume e uccidendo la maggior parte delle due fazioni di vampiri. Sypha riesce, disabilitando i meccanismi del castello e trasferendolo sopra la biblioteca di Belmont.

## Per amore
- Titolo originale: For Love
- Diretto da: Sam Deats
- Scritto da: Warren Ellis

### Trama
Uscendo dalla biblioteca, Trevor, Sypha e Alucard prendono d'assalto il castello e sconfiggono i restanti vampiri nella sala principale. Dracula si ritira nel suo studio con Isaac, che rimanda nel deserto attraverso il suo specchio magico per salvarlo dal conflitto. Alucard raggiunge lo studio e attacca Dracula, sostenuto da Trevor e Sypha. Il gruppo viene infine sopraffatto da Dracula, che ingaggia un combattimento corpo a corpo con Alucard, muovendosi attraverso il castello mentre combattono fino ad arrivare alla stanza d'infanzia di Alucard. Rendendosi conto della realtà del tentativo di uccidere suo figlio, Dracula è sopraffatto dal rimorso e si lamenta prima di permettere ad Alucard di trafiggergli il cuore, uccidendolo. Trevor poi arriva per decapitare Dracula mentre Sypha viene a bruciare i resti, lasciando intatto solo il suo anello nuziale. Alucard è arrabbiato per aver ucciso suo padre, ma Trevor e Sypha lo rassicurano che era la cosa giusta da fare. Escono tutti dal castello all'alba del mattino.

## La fine dei tempi
- Titolo originale: End Times
- Diretto da: Sam Deats, Adam Deats
- Scritto da: Warren Ellis

### Trama
Alucard intende fare del castello ormai deserto di Dracula la sua tomba, ma Trevor gli regala la biblioteca di Belmont insieme all'incoraggiamento a proteggere entrambe le loro case ancestrali mentre usano la loro conoscenza collettiva per aiutare le persone. Nel frattempo, Isaac uccide un gruppo di predoni e li trasforma in Creature della Notte, complottando per creare un esercito per sé. A Brăila, Carmilla decide di tornare in Stiria, schiavizzando Hector per le sue capacità di ricostruire rapidamente le sue forze e sfruttare il vuoto di potere lasciato dalla morte di Dracula. Sypha convince Trevor a restare con lei e ad unirsi a lei in nuove avventure combattendo i mostri, e si separano da Alucard. Rimasto solo nel castello, Alucard riflette sulla perdita dei suoi genitori, è sopraffatto dal dolore e scoppia a piangere.